# Eigenarenmonument Abraham Garcia Wijngaarde (Plantage Carolina)

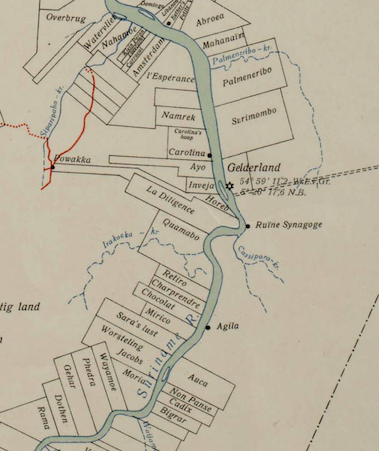
Ligging van de plantage Carolina's hoop aan de Surinamerivier. Uitsnede van de kaart van L.A. Bakhuijs en W. de Quant (1930)

Op het Abraham Garcia Wijngaardeplein in het dorp Carolina staat het Eigenarenmonument Abraham Garcia Wijngaarde. Hij kocht op 15 maart 1867 de plantage Carolina’s hoop op een veiling voor 55 gulden. Hij kreeg van het gouvernement toestemming om de naam te veranderen in Carolina, stichtte het dorp Carolina en transformeerde de suikerplantage in een houtgrond.

## Monument
Het gedenkteken bestaat uit een schuinliggende stenen plaquette geplaatst op een kleine aarden ophoging. De plaquette is omringd met planten en losse veldkeien die voor een deel boven de aarde uitsteken. 
De tekst op de plaquette luidt: “Ter herdenking aan de 187ste verjaardag van de stamvader van Carolina en sterk verbonden met Jodensavanna, die 325 jaar bestaat op 12 oktober 2010. Daaronder een schildje waarvan de afbeelding verloren is gegaan. Onder dit schildje staat: "Abraham Garsia Wijngaarde  geb: 10-12-1823 - overl:  26-06-1915". Vervolgens: "De nakomelingen van de stamvader in zijn sterfjaar waren: Léonie Alice Wijngaarde - geb: 31-01-1915, Gusine Geertruida Wijngaarde - geb: 01-10-1915, Waldina Hilda Wijngaarde - geb : 13-10-1915, Leonard Wilhelmus Oscar Druiventak - geb: 06-12-1915."

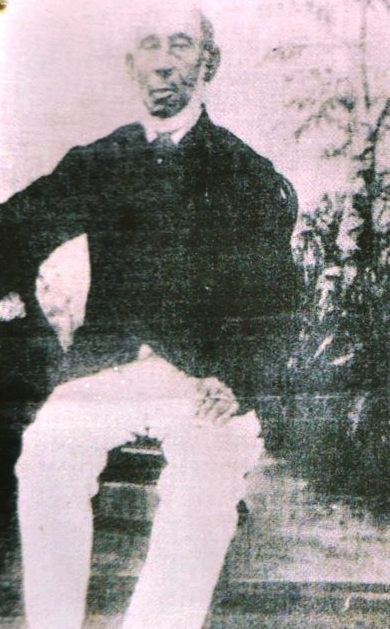
Abraham Garcia Wijngaarde (1823-1915)

Op het straatnaambord naast het monument is een oude foto van de stamvader gemonteerd met de toelichting: "Onthuld op 27 juni 2015. Ter nagedachtenis van het 100e sterfjaar van Abraham Garcia Wijngaarde (1823-1915). Eerste lijn nazaten: Jacques Jacobus Wijngaarde, Jacques Wijngaarde, Francina Elisabeth Wijngaarde, Juliaan Abraham Christiaan Wijngaarde, Abraham Gustaaf Wijngaarde, Naatje Evelina Wijngaarde."

## Carolina’s hoop
De huidige plantage Carolina is een voorzetting van de oude suikerplantage Carolina’s Hoop. Het ligt in een gebied dat deel uitmaakte van plantage Surimombo, dat destijds aan weerszijden van de Surinamerivier lag en eind 17e eeuw is aangelegd door de predikant en plantagehouder Johannes Basseliers.
Wijngaarde werd geboren op 10 december 1823 (vrijwel zeker te Jodensavanne). Zijn moeder Annaatje van la Parra) (1783-1860) is in 1843 gemanumitteerd als Annaatje Wijngaarde. Wijngaarde ontwikkelde zich tot een vooraanstaand burger. Hij was directeur van de houtplantage La Diligence die in het bezit was van de familie De la Parra en kapitein van de gewapende burgermilitie van boven-Suriname. Hij overleed op 26 juni 1915 te Carolina en werd op 27 juni begraven op de Creoolse begraafplaats in Jodensavanne.
Plantage Carolina staat onder beheer van de Stichting Abrang, waarvan Richard Slijters als voorzitter optreedt. De Stichting Jodensavanne, het Plantagebestuur van Carolina en de Feydrasi Fu Afrikan Srananman hebben op zaterdag 27 juni 2015, de 100ste sterfdag van Wijngaarde, een herdenkingbijeenkomst georganiseerd. Tijdens de bijeenkomst werd een bloemenhulde gelegd bij zijn graf op de begraafplaats te Jodensavanne. In Carolina werd het plein naar hem vernoemd waar sinds 2010 het monument staat.